# Adam Kuczma
Adam Kuczma (* 1. März 1924 in Petrykiw (Ternopil); † 24. September 2017) war ein polnischer methodistischer Geistlicher, Superintendent der Methodistischen Kirche Polens, Präsident der Englischsprachigen Hochschule von Warschau und Präsident des Polnischen Ökumenischen Rates der Kirchen.

## Leben und Wirken
Kuczma wurde bei Tarnopol geboren, in einer Stadt, die heute zur Ukraine gehört. Er wuchs in der Pfingst-Kirche auf. Als er 19 Jahre alt war, lieferten ihn die Russen in ein Arbeitslager in Sibirien ein. Einem anderen Methodistenprediger erzählte er seine Geschichte:

„Eines Abends, als seine Familie beim Abendessen versammelt war, drangen Soldaten in das Haus ein, schauten sich um, deuteten auf ihn als die jüngste und kräftigste Person im Zimmer, und mit einem Wink der Hand bedeutete man ihm, mit ihnen mitzukommen. Er wusste nicht, ob sie ihn mitnahmen um ihn umzubringen oder als Soldaten einzuziehen, er hatte keine Vorstellung davon, ob er seine Familie jemals wiedersehen würde. Als er sich erhob, um sich zu verabschieden, drückte ihm sein Vater eine schmale polnische Bibel in die Hand.“

Er berichtete später, dass Gott ihm auf wunderbare Weise geholfen und ihn nach Polen zurückgeführt habe, wo er zum Leiter der Methodistenkirche wurde.
Adam Kuczma arbeitete 30 Jahre als Pastor und Superintendent der Polnischen Methodistenkirchen.
Kuczma war Mitglied der Christlichen Friedenskonferenz.
Im Jahre 1998, mit 75 Jahren, wurde er vom polnischen Staat und den Methodistenkirchen geehrt für seinen Dienst an seinem Volk. Das polnische nationale Fernsehen sendete eine 25-Minuten-Dokumentation über sein Leben und sein Werk. Auch im Ruhestand war er dabei, zu predigen und andere junge Pastoren zum Predigtdienst zu ermutigen.
Kuszma war von 1970 bis 1990 der Präsident der Englischsprachigen Hochschule von Warschau und war von 1986 bis 1991 Präsident des Polnischen Ökumenischen Rates (PRE). Im Jahre 2006 hielt er bei der Feier zum 60-jährigen Jubiläum des PRE die Predigt.

## Veröffentlichung
- Our Lady of Perpetual Help, St. Catharines[5]